# Krūminiai
Krūminiai är en ort i Litauen. Den ligger i den sydöstra delen av landet, 50 km sydväst om huvudstaden Vilnius. Krūminiai ligger 143 meter över havet och antalet invånare är 207.
Terrängen runt Krūminiai är platt. Runt Krūminiai är det ganska glesbefolkat, med 26 invånare per kvadratkilometer. Närmaste större samhälle är Varėna, 19,6 km sydväst om Krūminiai. I omgivningarna runt Krūminiai växer i huvudsak blandskog.